# Monocerotesa lutearia
Monocerotesa lutearia är en fjärilsart som beskrevs av John Henry Leech 1891. Monocerotesa lutearia ingår i släktet Monocerotesa och familjen mätare. Inga underarter finns listade i Catalogue of Life.